# Минко Бенчев
Минко Николов Бенчев е български писател и литературен критик.

## Биография
Минко Бенчев е роден в Кнежа на 22 март 1942 г. Завършва българска филология в Софийския държавен университет през 1966 г. Женен, с дъщеря. Учител по литература и български език в Селскостопанския техникум в Кнежа (1966 – 1967). Журналист във в. „Септемврийче“ (1967 – 1970), в. „Народна младеж“ (1971), в. „Нова светлина“ (1971 – 1973), сп. „Пламък“ (1973 – 1978), в. „Литературен фронт“ (1979 – 1993), в. „Български писател“ (от 1994).

## Награди
Награда на СБП за литературна критика за книгата „Свидетелства“.